# 新奧赫特爾卡
48°54′48″N 38°48′28″E / 48.91333°N 38.80778°E

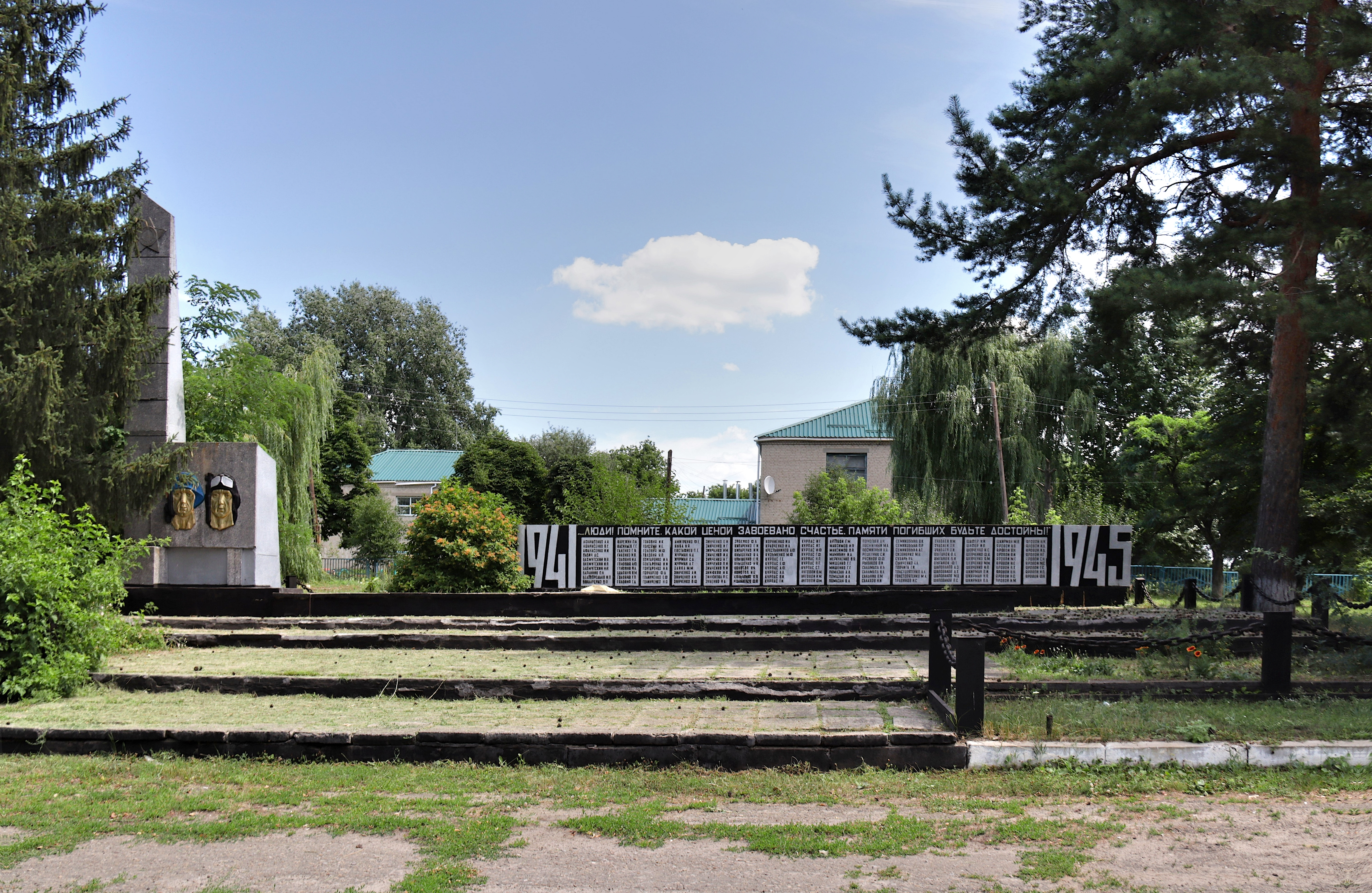
苏联烈士墓

新奧赫特爾卡（烏克蘭語：Новоохтирка）是位於烏克蘭東部的村莊，由盧甘斯克州夏斯季耶区的新艾達爾市鎮負責管轄。該村始建於1864年，面積2.48平方公里，海拔高度126米，2001年人口948，人口密度每平方公里382.3人。